# Stevns
Stevns é um município da Dinamarca, localizado na região sul, no condado de Storstrom.
O município tem uma área de 166 km² e uma  população de 11 380 habitantes, segundo o censo de 2004.